# Volksgesundheitsverlag
Der Volksgesundheitsverlag (chinesisch 人民卫生出版社, Pinyin Renmin weisheng chubanshe, englisch People’s Medical Publishing House; Abk. PMPH) ist der größte medizinische Fachverlag der Volksrepublik China. Er wurde 1953 unter dem chinesischen Gesundheitsministerium gegründet. Auch nach der Privatisierung im Jahr 2000 genießt er noch immer eine allgemeine Billigung durch die chinesische Regierung.
PMPH ist ein Kollaborationszentrum der WHO für die Verbreitung und Übersetzung von Veröffentlichungen der Weltgesundheitsorganisation (WHO). Er gibt für die WHO insbesondere die chinesische Fassung der ICD-10 heraus.
Im Jahr 2007 verlegte PMPH über 2.000 Titel und erwirtschaftete einen Umsatz von rund 100 Mio. US-Dollar. Der Verlag versucht, auf dem Markt für englischsprachige Bücher zu expandieren. 2007 ging er eine strategische Allianz mit der Verlagsabteilung der American Psychiatric Association ein. 2008 gründete er eine Niederlassung in den Vereinigten Staaten und erwarb die Rechte an den medizinischen Texten des kanadischen Verlages BC Decker. Er war auf der Frankfurter Buchmesse 2008 vertreten und trat auch auf der Londoner Buchmesse 2010 auf.

## Weblink
- Internetauftritt des People’s Medical Publishing House (englisch)